# Radziechowice (gmina)
Radziechowice (od 1953 Ładzice) – dawna gmina wiejska istniejąca do 1953 roku w woj. łódzkim. Nazwa gminy pochodzi od wsi Radziechowice, lecz siedzibą władz gminy były Ładzice.
W okresie międzywojennym gmina Radziechowice należała do powiatu radomszczańskiego w woj. łódzkim. Po wojnie gmina zachowała przynależność administracyjną. Według stanu z dnia 1 lipca 1952 roku gmina składała się z 16 gromad: Bartodzieje Bankowe, Bartodzieje Dwór, Bartodzieje przy Lesie, Bartodzieje Włościańskie, Bobry, Bogwidzowy, Folwarki, Jadwinówka, Młodzowy, Młodzowy kol., Saniki, Stobiecko Miejskie, Sucha Wieś, Szczepocice, Wymysłówek i Zakrzówek.
21 września 1953 roku jednostka o nazwie gmina Radziechowice została zniesiona przez przemianowanie na gminę Ładzice.